# 24 Xmas Time
24 Xmas Time è un singolo della cantante giapponese Mai Kuraki, pubblicato nel 2008 ed estratto dall'album Touch Me!.

## Tracce
- CD

1. 24 Xmas Time – 4:17
2. All I Want – 5:01
3. 24 Xmas Time (Grinch Remix) (Bonus track) – 5:38
4. 24 Xmas Time (Instrumental) – 4:17
5. All I Want (Instrumental) – 4:58